# Owschlag
Owschlag é um município da Alemanha, localizado no distrito de Rendsburg-Eckernförde, estado de Schleswig-Holstein.

## Geografia

### Localização geográfica
O território municipal de Owschlag estende-se pela margem das montanhas Hüttener Berge até à região de Schleswiger Vorgeest, a oeste, entre Rendsburg e Schleswig. Ao longo da fronteira sul do município, encontra-se o leito do rio Sorge. A sul da aldeia encontra-se o lago Owschlager See. Este faz parte da área protegida NATURA 2000 FFH-Gebiet Owschlager See.